# Bill Bruford
Bill Bruford (William Scott Bruford, Sevenoaks, Kent, 17 de mayo de 1949) es un baterista británico conocido por su estilo fuerte, preciso y polirrítmico, y por haber participado en tres importantes grupos de rock progresivo: Yes, King Crimson y Genesis.
Bruford reside en Surrey Hills (Reino Unido). Está casado desde 1973 con su esposa Carolyn, a quien conoció cuando ambos tenían 15 años, y tienen tres hijos: Alex quien nació en 1978, Holly que nació en 1980, y John que nació en 1987.

## Historia
Bill Bruford comenzó su carrera como batería amateur tocando Jazz en la década de los 60's tras sustituir a Lou Pocock. Su carrera profesional comenzó en 1968 con el grupo Yes y poco después en King Crimson donde estuvo inicialmente de 1972 a 1974, además de haber participado con Genesis en 1976, de todo lo cual obtuvo la confianza suficiente para escribir y tocar su propia música con su banda Bruford, grabando cuatro álbumes de 1977 a 1980.
En 1981 reconstituyó King Crimson junto con Robert Fripp, siviéndose del vehículo para su revolucionario uso de una percusión electrónica. En el ínterin de los siguientes dos años hizo dos discos de improvisación en piano acústico y batería con el teclista Patrick Moraz (quien también estuvo en Yes). Bruford formó su grupo electroacústico de Jazz Earthworks en 1986 con Django Bates e Ian Ballamy, específicamente para continuar con su trabajo de batería melódica en un contexto de Jazz.
El primer disco homónimo de Earthworks en 1987 fue llamado por la revista America's USA Today "el tercer mejor álbum de jazz del año", al que siguió Dig? en 1989 y después All Heaven Broke Loose en 1991 y un álbum en vivo en 1994.
King Crimson le dotó de nuevo una forma de experimentar con la percusión cuando volvió a formarse en 1994 como doble trío, donde pudo probar el potencial del doble ritmo haciendo equipo con Pat Mastelotto, tocando cada uno una batería.
En todo ese transcurso Bruford también se dio tiempo para grabar o salir de gira con otros artistas, Kazumi Watanabe, David Torn, The New Percussion Group of Amsterdam, Jamaaladeen Tacuma, Akira Inoue, Al Di Meola, Anderson Bruford Wakeman and Howe, Buddy Rich Orchestra, Tony Levin (también de King Crimson), Pete Lockett e incluso nuevamente con Yes, entre otros. En 1990 se le votó para el Salón de la Fama de la revista Modern Drummer. 
Posteriormente, en el segundo lustro de los noventa, en 1997, se lanzaron dos importantes discos: una recopilación de lo mejor de Earthworks titulada Heavenly Bodies con material de los cuatro álbumes que grabaron además de material nuevo; y el disco de Jazz titulado If Summer had its Ghosts, donde grabó con Ralph Towner (guitarra y piano) y Eddie Gomez (bajo), aparecido este a través de Discipline Global Mobile, el sello discográfico nacido de King Crimson.
Con la nueva encarnación de Earthworks conformada con Steve Hamilton (teclados) y Patrick Clahar (saxofón), la banda realizó un nuevo material A Part and yet Apart en 1999.
El nuevo milenio ha visto la realización del proyecto Bruford Levin’s Upper Extremities en el disco en vivo titulado B.L.U.E. Nights, y el incremento de integrantes de Earthworks con la presencia del guitarrista de jazz Larry Coryell. El último álbum de Earthworks se llamó The Sound of Surprise además de discos en vivo, DVD y el reemplazo de Clahar por Tim Garland.
Bill Bruford ha anunciado su retirada de los escenarios, retirada efectiva desde el 1 de enero de 2009.

## Participaciones en distintas bandas
Bruford es desde que se dio a conocer una figura prominente del art rock. Ha estado en muchas bandas y en numerosos proyectos, de los cuales los más famosos son el grupo Yes, King Crimson y su propio grupo llamado simplemente Bruford.
Bruford saltó a la fama al inicio de la década de los setenta con Yes, participando en algunos de sus más tempranos trabajos, El Yes Album, Fragile y Close To The Edge, pero dejó a la banda en 1972 cuando aceptó la invitación de Robert Fripp para unirse a King Crimson. También estuvo durante un año de gira con el grupo Genesis. El grupo Earthworks ha sido su prioridad en los últimos años, particularmente desde su partida de King Crimson en 1999, la cual significó el fin del experimento de "doble trío".

### Participaciones más notables
- Con Yes desde su formación hasta el álbum de 1972, Close to the Edge. Posteriormente participó en Anderson Bruford Wakeman Howe, grupo de exintegrantes de Yes.
- Con King Crimson desde el álbum Larks' Tongues in Aspic de 1973 al álbum THRAK de 1995, así como en los subgrupos conocidos como ProjeKcts, de hecho es de los músicos que más tiempo ha permanecido en King Crimson.
- Colaboraciones con numerosas bandas a mediados de los setenta, entre las que se incluyen giras con Genesis y Gong, así como haber tocado con National Health.
- Con UK, grupo de Rock progresivo que formó con el bajista John Wetton quien también estuvo con él en King Crimson.
- En su grupo Bruford, banda de fusión que grabó cuatro discos entre 1977 y 1980.
- En Earthworks, su propia banda de jazz formada en 1986 la cual ha tenido diversas encarnaciones.
- En Bruford Levin Upper Extremities, un grupo experimental en colaboración con Tony Levin, David Torn y Chris Botti.

## Discografía

### Yes
- "Yes" - Yes (1969)
- "Time And A Word" - Yes (1970)
- "The Yes Album" Yes (1971)
- "Fragile" Yes (1971)
- "Close to the Edge" Yes (1972)
- Yessongs (1973, grabado en vivo en 1972)
- Union (1991)
- Something's Coming: The BBC Recordings 1969–1970 (1997, grabado en vivo en 1969–1970)
- Union Live (2011, grabado en vivo en 1991)

### King Crimson
- Larks' Tongues in Aspic (1973)
- Starless and Bible Black (1974)
- Red (1974)
- USA (1975, grabado en vivo en 1974)
- Discipline (1981)
- Beat (1982)
- Three of a Perfect Pair (1984)
- The Great Deceiver (1992, grabado en vivo en 1973–1974)
- VROOOM (1994)
- THRAK (1995)
- B'Boom: Live in Argentina (1995, grabado en vivo en 1994)
- THRaKaTTaK (1996, grabado en vivo en 1995)
- The Night Watch (1997, grabado en vivo en 1973)
- Absent Lovers (1998, grabado en vivo en 1984)
- Live at the Jazz Café (1999, es una caja recopilatoria del subgrupo The ProjeKcts, grabado en vivo en 1997)
- VROOOM VROOOM (2001, grabado en vivo en 1995–1996)

### UK
- UK (1978)
- Concert Classics, Vol. 4 (1999, grabación en vivo en 1978)
- Live in America (2007, grabación en vivo en 1978)

### Bruford
- Feels Good to Me (1978)
- One of a Kind (1979)
- Bruford – Rock Goes To College (2006, grabación en vivo en 1979)
- The Bruford Tapes (1979, grabación en vivo)
- Gradually Going Tornado (1980)
- Master Strokes: 1978–1985 (1986, compilación)

### Dúo con Patrick Moraz
- Music For Piano and Drums (1983)
- Flags (1985)

### Patrick Moraz
- Timecode (1984)

### Anderson Bruford Wakeman Howe
- Anderson Bruford Wakeman Howe (1989)
- An Evening of Yes Music Plus (1993)

### Proyecto orquestal con Steve Howe & Jon Anderson
- Symphonic Music of Yes (1993)

### Earthworks
- Earthworks (1987)
- Dig? (1989)
- All Heaven Broke Loose (1991)
- Stamping Ground|Stamping Ground: Bill Bruford's Earthworks Live (1994, grabación en vivo)
- Heavenly Bodies (1997, compilación)
- A Part & Yet Apart (1999)
- The Sound of Surprise (2001)
- Footloose and Fancy Free (2002, grabación en vivo)
- Random Acts of Happiness (2004, grabación en vivo)
- Earthworks Underground Orchestra (2006)

### con The New Percussion Group of Amsterdam
- Go Between (1987)

### Bruford con Ralph Towner & Eddie Gomez
- If Summer Had Its Ghosts (1997)

### Bruford Levin Upper Extremities
- Bruford Levin Upper Extremities (1998)
- B.L.U.E. Nights (2000, grabación en vivo)

### Gordian Knot
- Emergent (2003)

### Dúo con Michiel Borstlap
- In Concert in Holland (2006)
- Every Step a Dance, Every Word a Song (2007)
- In Two Minds (2009)

### Apariciones
- Rick Wakeman – The Six Wives of Henry VIII (1973)
- Chris Squire – Fish Out of Water (1975)
- Steve Howe – Beginnings (1975)
- Roy Harper – HQ (1975)
- Pavlov's Dog – At the Sound of the Bell (1976)
- Absolute Elsewhere – In Search of Ancient Gods (1976)
- Genesis – Seconds Out (1977, live)
- Annette Peacock – X Dreams (1978)
- Steve Howe – The Steve Howe Album (1979)
- Genesis – Three Sides Live (1982, grabación en vivo) (sólo en la edición internacional, hasta 1994 cuando el álbum fue remasterizado con la versión estadounidense eliminada).
- The Roches – Keep on Doing (1982)
- Al Di Meola – Scenario (1983)
- Annette Peacock – Been in the Streets Too Long (1983)
- David Torn – Cloud About Mercury (ECM, 1986)
- Akira Inoue – Tokyo Installation (1986)
- Anri – Trouble in Paradise (1986)
- Kazumi Watanabe – The Spice of Life (1987)
- Kazumi Watanabe – The Spice of Life Too (1988)
- Steve Howe – Turbulence (1991)
- Joe Hisaishi – Chijou no Rakuen (1994)
- Genesis – Genesis Archive 2: 1976-1992 (2000, grabación en vivo)
- Michiel Borstlap – Every Step a Word, Every Word a Song (2004)
- World Drummers Ensemble – A Coat of Many Colours (2006)
- Michiel Borstlap – In Two Minds (2007)
- Leon Alvarado – Strangers in Strange Places (2010)